# Anexo Balancán
Anexo Balancán anteriormente conocida como Alianza Balancán es una localidad del municipio de Balancán ubicado en la subregión de los Ríos del estado mexicano de Tabasco.

## Historia
Esta localidad anteriormente era conocida como Alianza Balancán hasta su cambio de nombre el 30 de junio de 2022.

## Geografía
La localidad se ubica a 6.7 kilómetros (en dirección noroeste) de la localidad de Balancán de Domínguez, la cabecera y lugar más poblado del municipio. Se sitúa en las coordenadas geográficas 17°45′10″N 91°33′38″O / 17.752778, -91.560556, a una elevación de 9 metros sobre el nivel del mar.

## Demografía
Según el Conteo de Población y Vivienda 2020, efectuado por el Instituto Nacional de Estadística y Geografía, la localidad de Anexo Balancán tiene 28 habitantes, de los cuales 16 son del sexo masculino y 12 del sexo femenino. Su tasa de fecundidad es de 2.5 hijos por mujer y tiene 9 viviendas particulares habitadas.
| Gráfica de evolución demográfica de Anexo Balancán entre 1990 y 2020 |
|                                                                      |
| INEGI.                                                               |